# ZIL-131
ZIL-131 (rusky ЗИЛ-131) je vojenský nákladní automobil se zvýšenou průchodivostí, vyráběný od roku 1967 sovětským výrobcem ZIL (Zavod imeni Lichačova, rusky Завод имени Лихачёва). Díky dobrým jízdním vlastnostem v terénu byl určen především pro vojenské účely. V civilním sektoru byl využíván pro různé speciální nástavby. V některých armádách bývalého východního bloku byl společně s vozem Ural-375D standardním vozidlem.
Souběžně existovala také civilní verze ZIL-133 bez pohonu všech kol a nízkotlakých pneumatik.

## Vývoj
Počátek vývoje vozu ZIL-131 spadá do poloviny padesátých let dvacátého století. Jeho předchůdce ZIL-157 byl jen modernizací vozu ZIS-151. ZIL-131 byl od počátku koncipován jako zcela nový třínápravový vůz pro vojenské využití. Vývoj začal pod označením ZIS-131 a první prototyp byl prezentován v roce 1956. Tehdy měl ještě hodně shodných rysů s dvounápravovým ZIL-130.
O tři roky později, v roce 1959 bylo testování prototypů úspěšně dokončeno a v rámci destalinizace byl vůz přejmenován na ZIL-131. Výrobní závod byl totiž přejmenován z původního názvu Zavod imeni Stalina na Zavod imeni Lichačova. Počátek výroby byl plánován na rok 1961 nebo 1962, ale výrobu se nepodařilo začít. Teprve v roce 1964 začala sériová produkce dvounápravových vozů ZIL-130 a v roce 1967 začala výroba komplikovanějších vozů ZIL-131. Některé konstrukční skupiny, jako například nápravy nebo navijáky byly vyráběny v pobočném závodě v Brjansku (Brjanský automobilový závod).
V roce 1986 byl ZIL-131 přepracován a dále označován jako ZIL-131N. O rok později začala výroba identických vozů v Uralském automotorovém závodě (UAmZ) ve městě Novouralsk Sverdlovské oblasti.
V moskevském závodě ZIL skončila produkce v roce 1990. Do té doby bylo vyrobeno dohromady 998 429 kusů různých provedení. V UAmZ pokračovala produkce beze změny do roku 2002. V tomto roce závod změnil název na AMUR a vůz byl přejmenován na AMUR-531340. Vůz zůstal v nabídce až do roku 2010, kdy výrobce upadl do insolvence. Byl tedy vyráběn 43 let. Moskevský ZIL vyráběl od roku 1994 typ ZIL-4334 jako nástupce typu ZIL-131.
Armády některých zemí Varšavského paktu používaly ZIL-131 například jako nosič raketometu BM-51 (obměna raketometu BM-21 Grad).

## Konstrukční modifikace
Za 43 let, po které byl ZIL-131 vyráběn, vzniklo mnoho modifikací.
- ZIL-131 – základní verze, vyráběná 1967–1986 v Moskvě,
- ZIL-131A – verze s nestíněnou elektrickou výzbrojí (obdobně jako ZIL-130), drobné změny oproti základnímu modelu, hloubka brodění byla menší, jen 90 cm, vyráběn od počátku roku 1971.
- ZIL-131V – sedlový tahač pro návěsy do celkové hmotnosti 12 tun, výroba 1968–1986,
- ZIL-131D – podvozek pro sklápěč, zhotoven pouze prototyp, nedostal se do sériové výroby,
- ZIL-131D – stejné označení bylo použito od roku 1993 v závodě UAmZ pro variantu s dieselovým motorem Caterpillar,
- ZIL-131N – modernizovaná varianta, vyráběná od roku 1986 v Moskvě a od roku 1987 v UAmZ,
- ZIL-131NA – modernizovaná verze ZIL-131A, vyráběná od roku 1986,
- ZIL-131NV – modernizovaná verze ZIL-131V, vyráběná od roku 1986,
- ZIL-131S – vozy byly už z výroby upraveny pro provoz v severských podmínkách, byly použitelné do −60 °C, vybaveny dvojitým zasklením, dodatečným utěsněním a výkonnějším topením; byly vyráběny v letech 1980 až 1986 mimo moskevský závod,
- ZIL-137 a ZIL-137B – vozidla vybavená dodatečným vývodem, který umožňoval pohánět i nápravy příslušného návěsu.

## Vybraná technická data
- motor: zážehový, V8
- typ motoru: ZIL-131
- výkon motoru 110 kW
- objem válců: 5996 cm³
- objem palivových nádrží: 2× 170 l
- spotřeba paliva: 40 l/100 km
- dojezd: 850 km
- nejvyšší rychlost: 80 km/h
- brzdná dráha ze 30 km/h: 12 m
- formule pohonu: 6 × 6

## Galerie

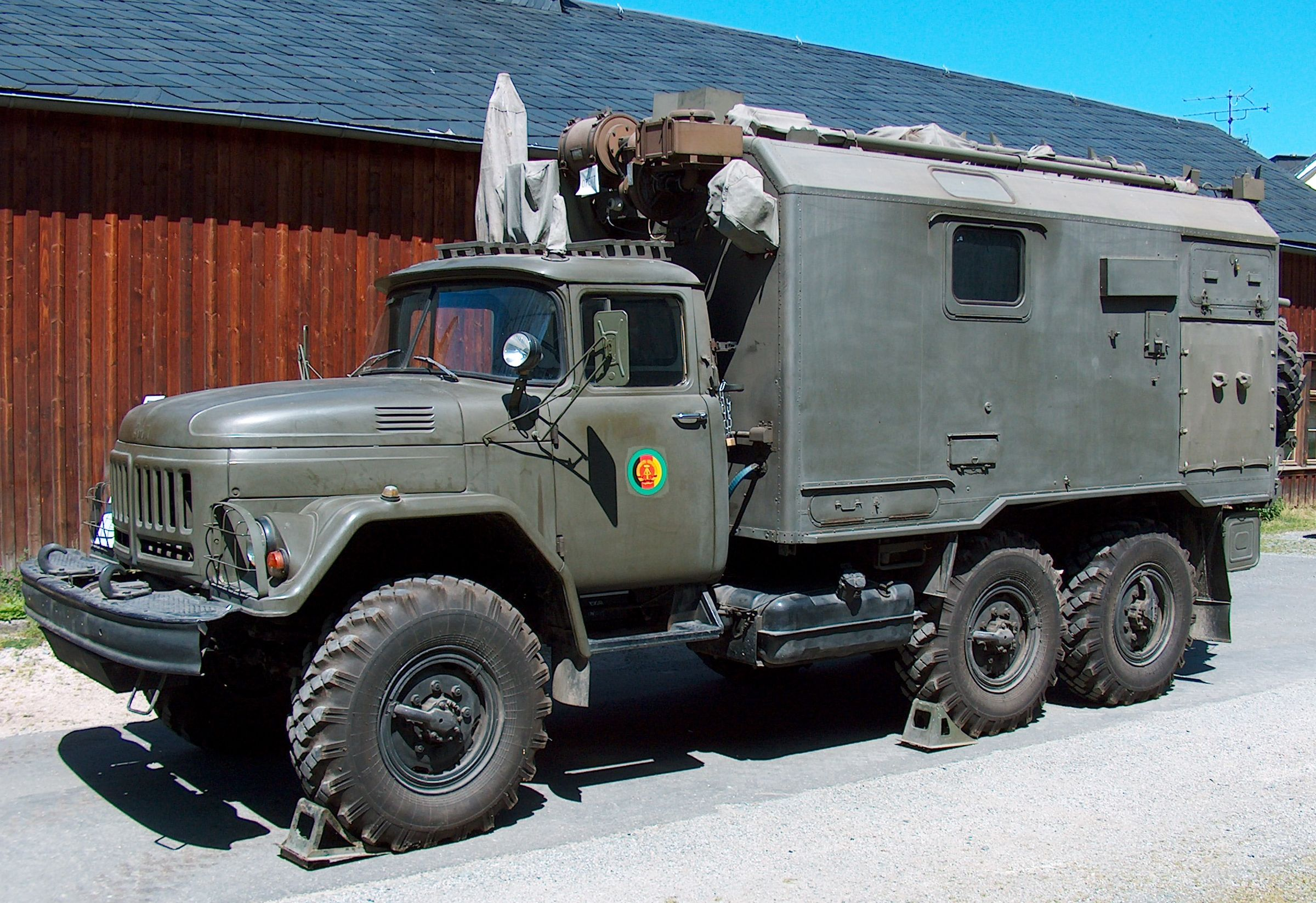
ZIL-131 se skříňovou nástavbou bývalé Národní lidové armády NDR
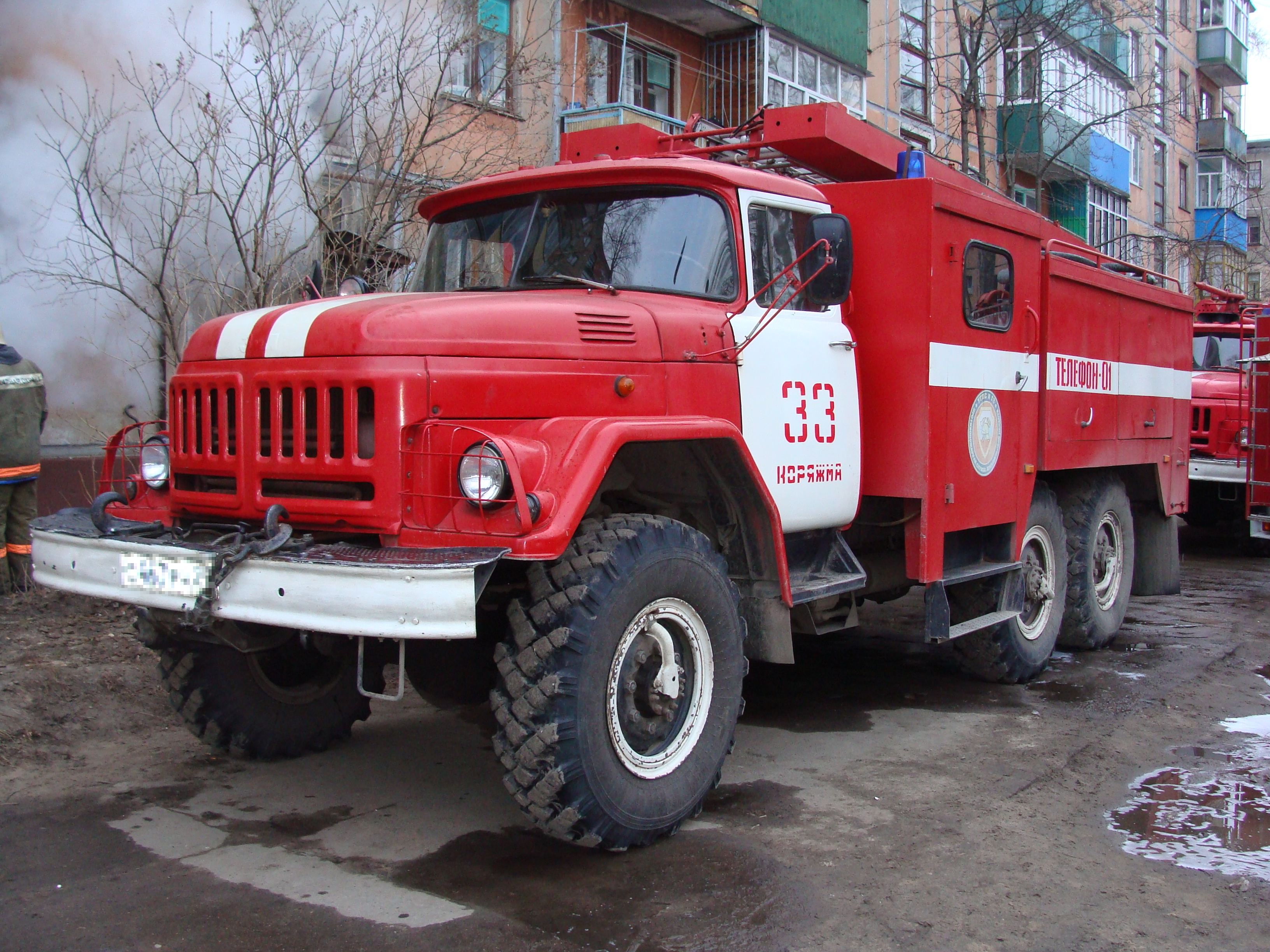
Požární automobil AC-3,0-40 (131) M9-AR-01 na podvozku ZIL-131
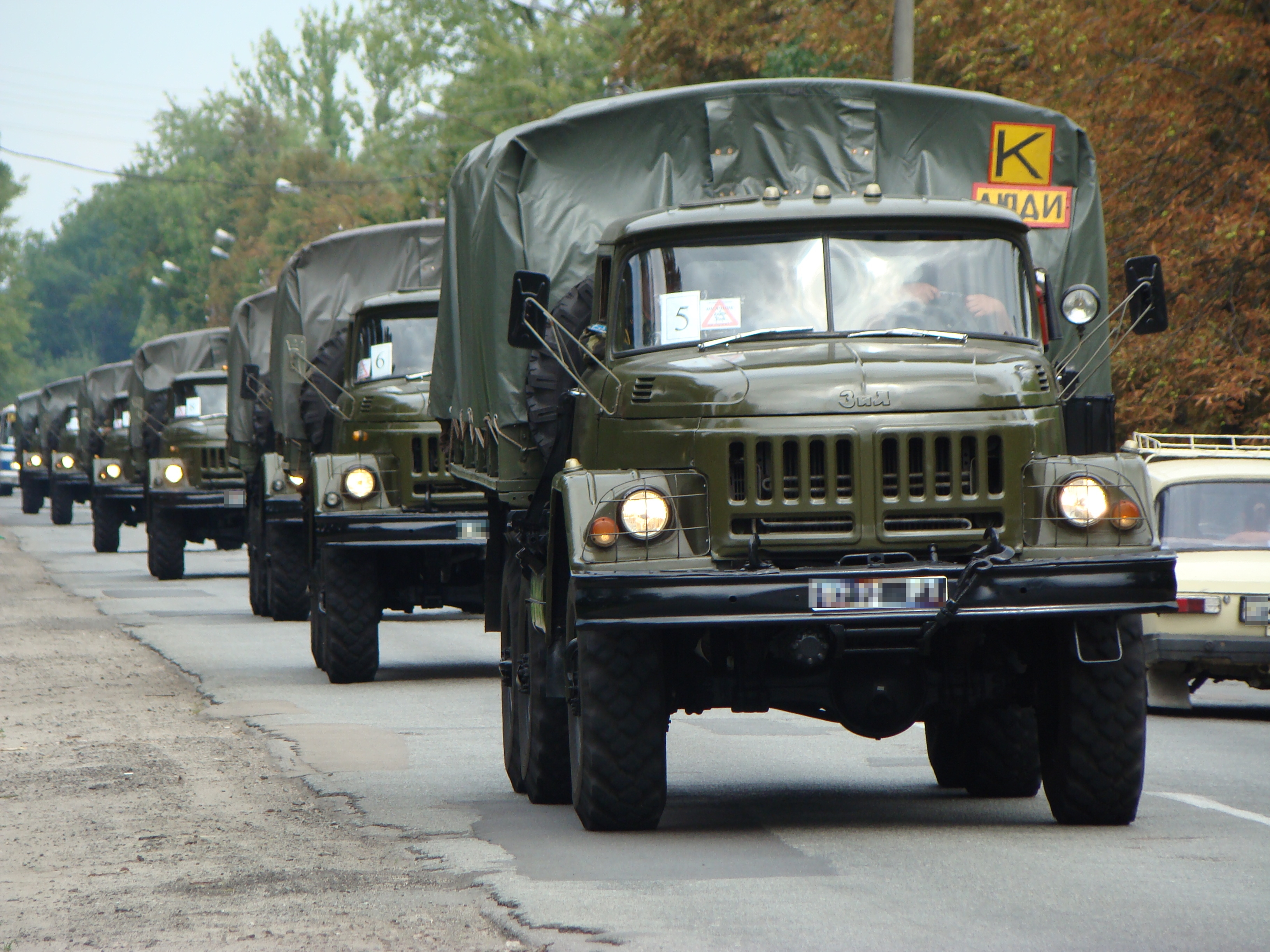
Valníkové provedení ZIL-131 ukrajinské armády
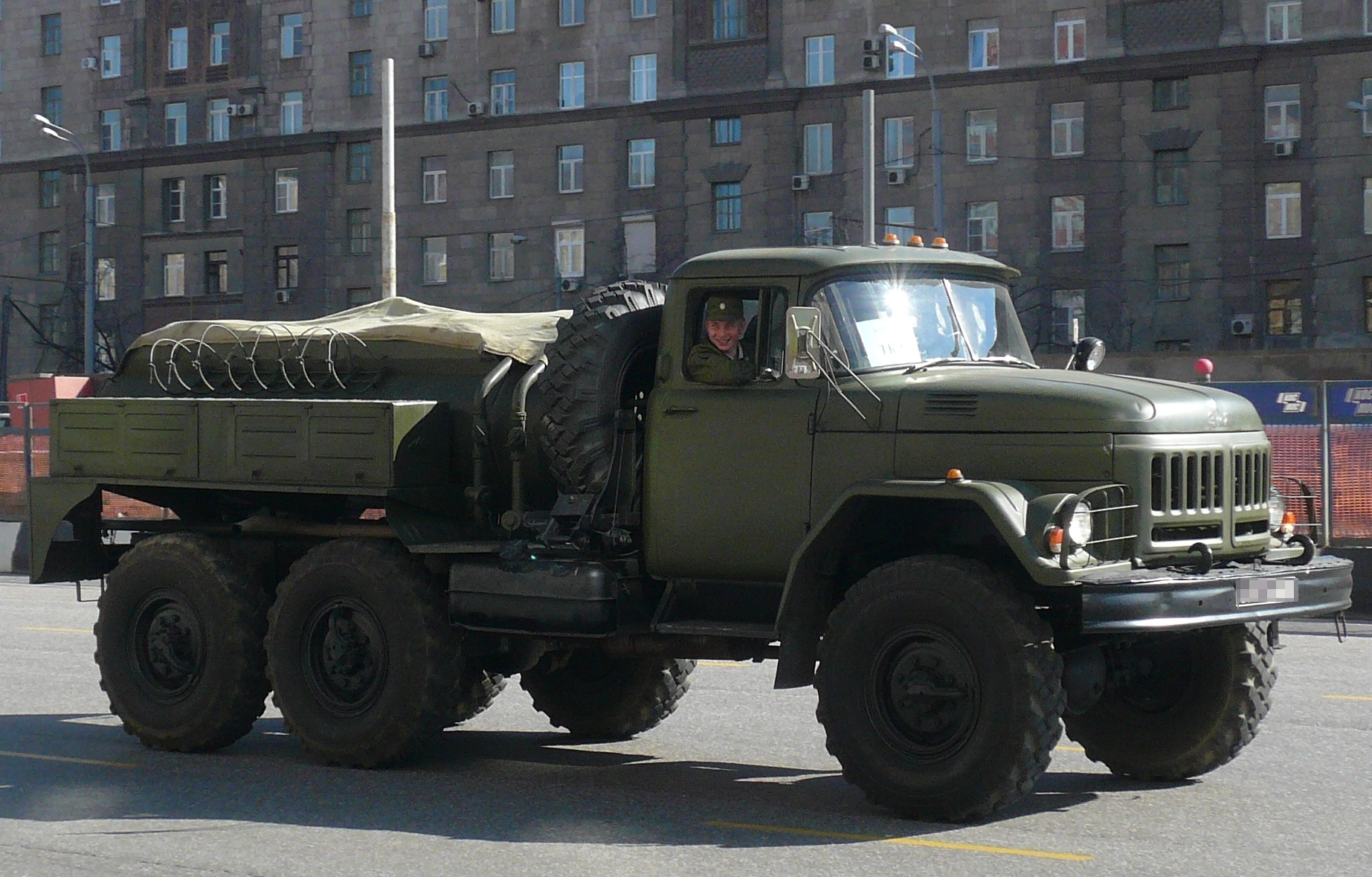
ZIL-131 s cisternovou nástavbou ruské armády
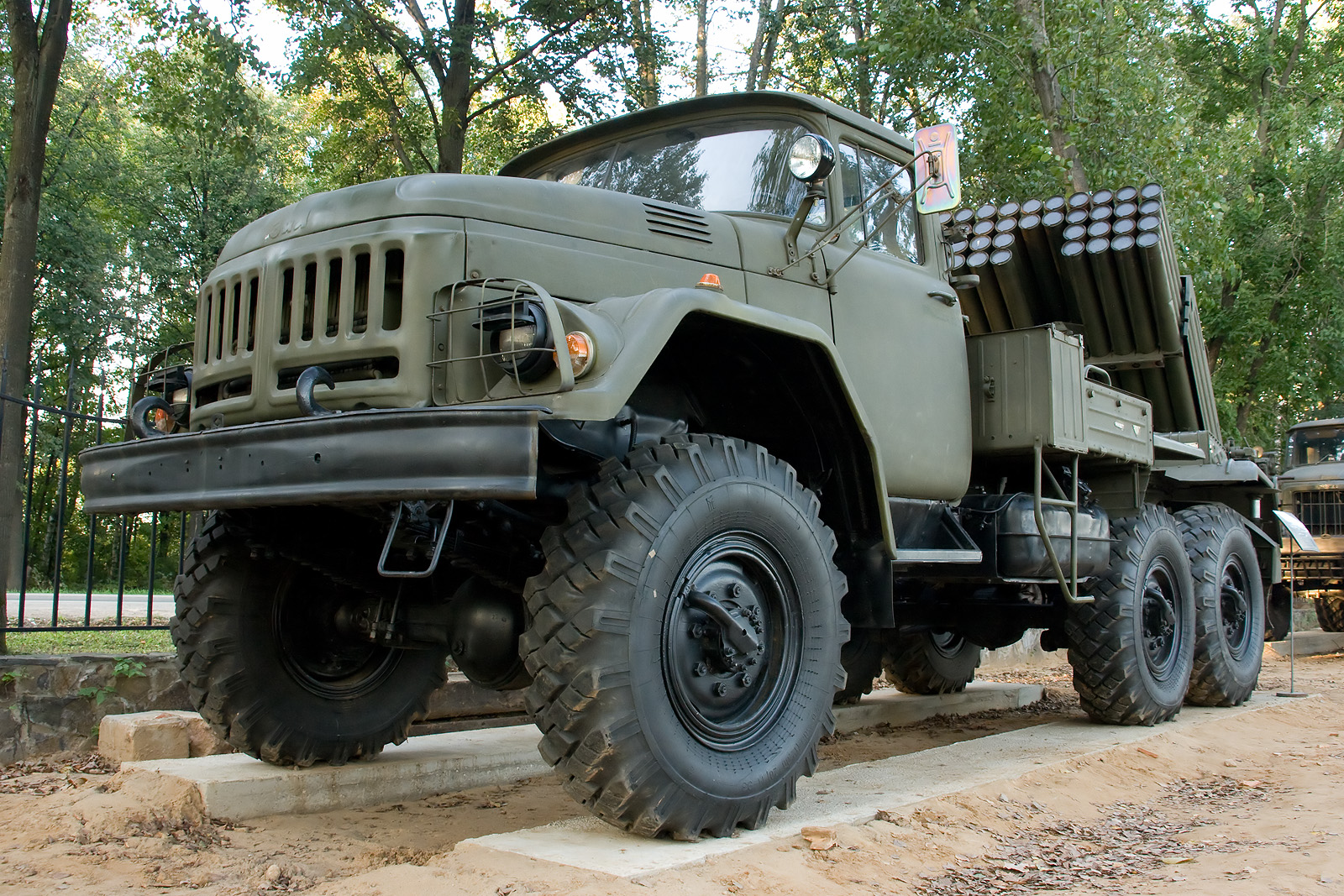
Systém 9P138 "Grad-1" na voze ZiL 131
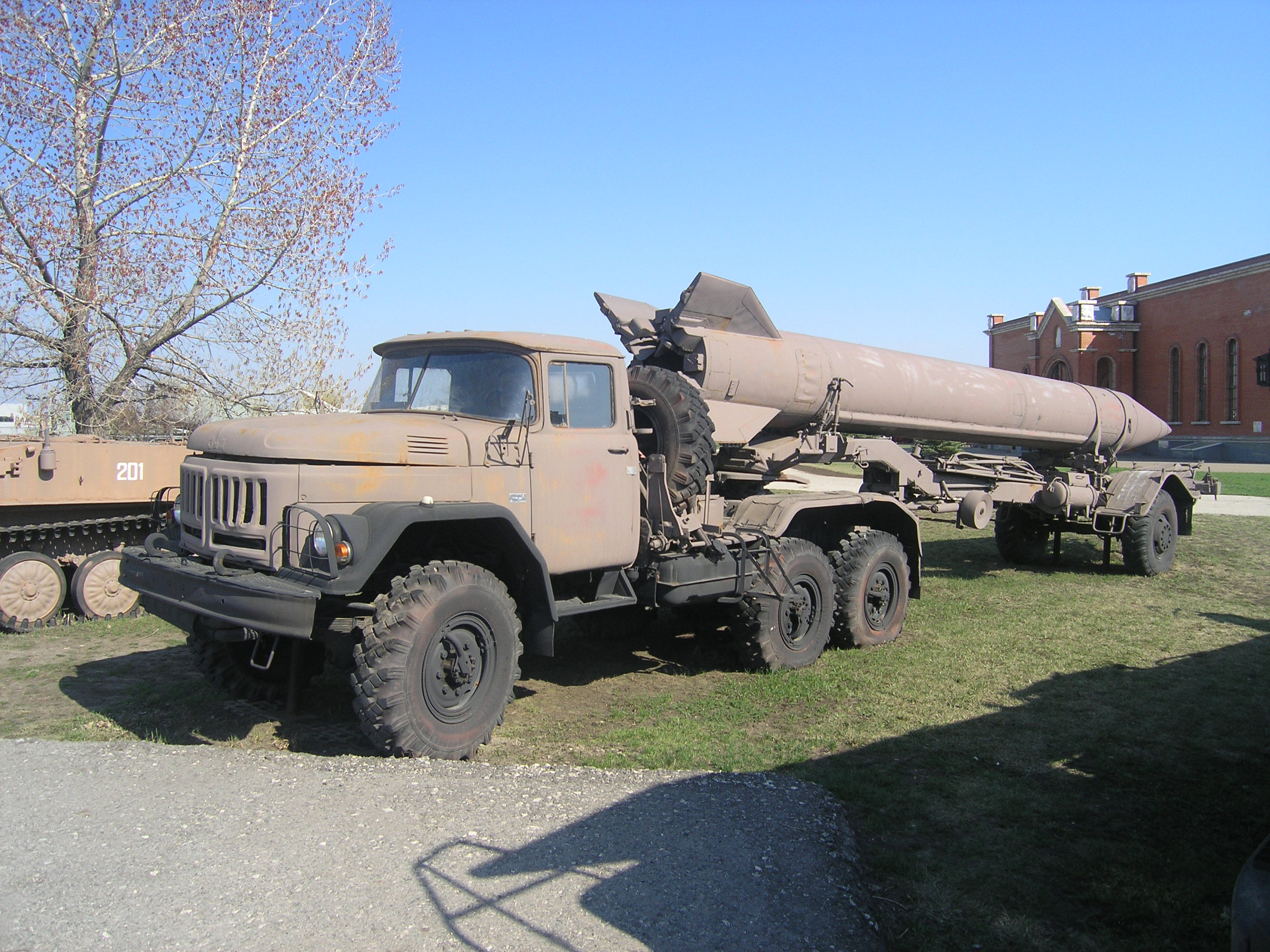
Tahač Zil 131 s raketou R-17 Elbrus (Scud)